# 华俄道胜银行哈尔滨分行旧址
华俄道胜银行哈尔滨分行旧址是黑龙江省哈尔滨市的一座历史建筑，位于南岗区红军街77号。

## 历史
华俄道胜银行由中俄合办，创立于1895年，由俄方实际控制，总行设于圣彼得堡。在上海外滩成立第一家分行。1898年7月，哈尔滨分行在香坊成立，是东北第一座外资银行。1902年分行迁往南岗火车站前现址。十月革命后，华俄道胜银行发行的羌帖（纸卢布）大幅贬值。1926年巴黎总行宣布清理，1929年9月，哈尔滨分行宣告停业。1926年到1929年，防疫专家伍连德博士曾在此创办哈尔滨医学专门学校。现在这里是黑龙江省文史研究馆，黑龙江省人民政府参事室，不对公众开放。

## 建筑
1902年，华俄道胜银行哈尔滨分行迁往南岗火车站前现址，建造文艺复兴建筑风格的银行大楼，黄白两色外墙，拥有精美的科林斯式柱头和方底穹顶。红军街77号做为哈尔滨市的一类保护建筑。2007年9月30日，成为哈尔滨市文物保护单位。